# Benito Juárez 2da. Sección
Benito Juárez 2da. Sección är en ort i Mexiko.   Den ligger i kommunen Huimanguillo och delstaten Tabasco, i den sydöstra delen av landet, 600 km öster om huvudstaden Mexico City. Benito Juárez 2da. Sección ligger 10 meter över havet och antalet invånare är 401.
Terrängen runt Benito Juárez 2da. Sección är mycket platt. Runt Benito Juárez 2da. Sección är det ganska tätbefolkat, med 67 invånare per kvadratkilometer. Närmaste större samhälle är Villa la Venta, 15,2 km väster om Benito Juárez 2da. Sección. Trakten runt Benito Juárez 2da. Sección består till största delen av jordbruksmark.